# プシュケの涙
『プシュケの涙』（ぷしゅけのなみだ）は、柴村仁による日本の小説。挿画はアスキー・メディアワークス刊行は也、講談社刊行は荒川眞生。
電撃文庫を初出とし、メディアワークス文庫や講談社文庫より新装版が出ており、その際に、続編も連続刊行や同時刊行された。
続編を含めて、『由良シリーズ』と呼ばれている。続編も含めて本項で扱う。

## 登場人物
榎戸川
吉野と旭のクラスメート。吉野彼方の飛び降りるところを見てしまった。
旭
吉野、榎戸川のクラスメートで榎戸川の友人。榎戸川と一緒に吉野彼方の飛び降りるところ見てしまった。
日高 織恵
榎戸川の幼馴染、旭の彼女。
由良 彼方
吉野彼方は自殺ではないと言って突如榎戸川の前に現れた生徒。
由良 宛
由良彼方の双子の兄。
吉野 彼方
榎戸川と旭のクラスメートで美術部所属。飛び降り自殺したと言われている少女。

## 既刊一覧

### アスキー・メディアワークス刊
電撃文庫
- プシュケの涙（2009年1月、ISBN 978-4048674676）

メディアワークス文庫
- プシュケの涙（2010年2月、ISBN 978-4048683852）
- ハイドラの告白（2010年3月、ISBN 978-4048684651）（シリーズ2作目）
- セイジャの式日（2010年4月、ISBN 978-4048685320）（シリーズ3作目）

### 講談社刊
講談社文庫
- プシュケの涙（2014年10月、ISBN 978-4062778893）
- ノクチルカ笑う（2014年10月、ISBN 978-4062779296）（シリーズ4作目）